# Nudisyllis divaricata
Nudisyllis divaricata är en ringmaskart som först beskrevs av Wilhelm Moritz Keferstein 1862.  Nudisyllis divaricata ingår i släktet Nudisyllis och familjen Syllidae. Inga underarter finns listade i Catalogue of Life.